# Sala Esteva
La Sala Esteva fou una galeria d'art barcelonina, ubicada al número 21 del Carrer de Casp, on van exposar artistes com Pablo Picasso o Julián Castedo.

## Curiositats
El Museu Picasso va dedicar una exposició el 2011 en record de l'exposició que es va realitzar a la Sala Esteva sobre Picasso el 1936, coneguda amb el nom de Sala Esteva. Exposició Picasso, 1936. L'exposició original es va inaugurar el divendres 17 de gener de 1936, i fou organitzada amb l'ajuda dels membres d'ADLAN.